# Friedrich Bergius
Friedrich Bergius, född 11 oktober 1884 i Breslau i Preussen i Kejsardömet Tyskland, död 30 mars 1949 i Buenos Aires i Argentina, var en tysk kemist, som 1931 tilldelades Nobelpriset i kemi (tillsammans med Carl Bosch).
Bergius var generaldirektör för Deutsche Bergin A.-G. für Kohle und Erdölchemie i Heidelberg och blev först känd för den efter honom uppkallade Bergiusprocessen, genom vilken brännoljor, bensin med mera framställs på syntetisk väg ur stenkol. 

## Biografi
Bergius föddes nära Breslau (Wrocław), i det tyska rikets preussiska provins Schlesien. Innan han började studera kemi skickades han att arbeta i 6 månader på Friedrich Wilhelms stålverk i Mülheim. Hans studier började vid universitetet i Breslau 1903 och slutade med en doktorsexamen i kemi vid Universitetet i Leipzig 1907, efter bara 4 år. Hans avhandling om svavelsyra som lösningsmedel handleddes av Arthur Rudolf Hantzsch. År 1909 arbetade Bergius en termin med Fritz Haber och Carl Bosch vid Universitetet i Karlsruhe med utvecklingen av Haber-Bosch-processen. Samma år blev han inbjuden att arbeta på Leibniz University Hannover med Max Bodenstein, som utvecklade idén om kemisk kinetik och hade en tjänst som professor.

## Karriär

### Syntetiskt bränsle från kol
Under Bergius ledning utvecklades tekniker för högtrycks- och högtemperaturkemin hos kolhaltiga substrat, vilket gav ett patent på Bergiusprocessen 1913. I denna process produceras flytande kolväten som används som syntetiskt bränsle genom hydrogenering av brunkol. Han utvecklade processen långt före den allmänt kända Fischer-Tropsch-processen. Theodor Goldschmidt bjöd in honom att bygga en produktionsläggning i sin fabrik Th. Goldschmidt AG 1914. Produktionen började dock först 1919, efter första världskrigets slut, när behovet av bränsle redan minskade. De tekniska problemen, inflationen och den ständiga kritiken från Franz Joseph Emil Fischer, som ändrades till stöd efter en personlig demonstration av processen, gjorde framstegen långsamma och Bergius sålde sitt patent till BASF, där Carl Bosch arbetade med det. Före andra världskriget byggdes flera anläggningar med en årlig kapacitet på 4 miljoner ton syntetiskt bränsle.

### Socker från trä
Hydrolysen av trä för att producera socker för industriellt bruk blev en svår uppgift för Bergius. Efter att han flyttat till Heidelberg kunde han dock förbättra processen och planerade en industriell produktion. De höga kostnaderna och de tekniska problemen ledde honom nästan till konkurs, varför en exekutionstjänsteman följde Bergius till Stockholm för att få pengarna från sitt Nobelpris i kemi 1931.
Autarkyrörelsen före andra världskriget stärkte emellertid processen och flera fabriker byggdes. Bergius flyttade till Berlin där han bara var marginellt involverad i utvecklingen. Medan han var i Bad Gastein i Österrike, förstördes hans laboratorium och hans hus i en flygräd, varför han under återstoden av kriget stannade i Österrike.

### Internationellt engagemang
Efter kriget ifrågasattes hans medborgarskap på grund av hans tidigare samarbete med IG Farben, vilket resulterade i att han lämnade Tyskland för att arbeta som rådgivare i Italien, Turkiet, Schweiz och Spanien. Han emigrerade till Argentina, där han arbetade som rådgivare till industriministeriet. Han avled i Buenos Aires den 30 mars 1949 och begravdes på Cementerio Alemán bredvid La Chacarita Cemetery.

## Utmärkelser

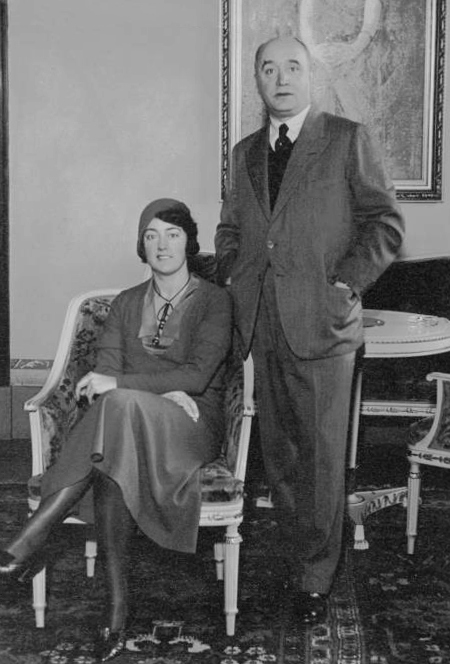
Bergius med hustru i Stockholm 1931.

Bergius och Carl Bosch tilldelades Nobelpriset i kemi 1931 som ett erkännande av deras bidrag till uppfinningen och utvecklingen av kemiska högtrycksmetoder. År 1937 tilldelades han Wilhelm Exner-medaljen.

## Ytterligare läsning
- Kerstein, Gunther (1970). ”Bergius, Friedrich”. Dictionary of Scientific Biography. "2". New York: Charles Scribner's Sons. sid. 3–4. ISBN 0-684-10114-9
- Anthony N. Stranges (1984). ”Friedrich Bergius and the Rise of the German Synthetic Fuel Industry”. Isis 75 (4):  sid. 642–667. doi:10.1086/353647.
- Dietrich Stoltzenberg (1999). ”Fritz Haber, Carl Bosch und Friedrich Bergius – Protagonisten der Hochdrucksynthese”. Chemie in Unserer Zeit 33 (6):  sid. 359–364. doi:10.1002/ciuz.19990330607.
- Robert Haul (1985). ”Das Portrait: Freidrich Bergius (1884–1949)”. Chemie in Unserer Zeit 19 (2):  sid. 59–67. doi:10.1002/ciuz.19850190205.